# Oscar Plisnier
Oscar Plisnier (* 22. Februar 1885 in Obourg; † 6. April 1952 in Knokke) war ein belgischer Verwaltungsbeamter, zuletzt in der Position eines Generalsekretärs im Finanzministerium. Während der deutschen Besatzung Belgiens im Zweiten Weltkrieg hatte er als Mitglied im Komitee der Generalsekretäre, dessen Vorsitzender er 1941 wurde, die Leitung des Finanzbereichs der öffentlichen Verwaltung inne, war dabei aber der deutschen Militärverwaltung gegenüber weisungsgebunden.

## Leben
Plisnier studierte an der Université libre de Bruxelles (ULB) und schloss dort mit einem Doktor der Politischen und Verwaltungswissenschaften sowie mit dem Grad einer Licence in Wirtschaftswissenschaften ab. Bereits 1902 war er als Verwaltungsassistent der Steuerbehörde des Finanzministeriums in den Staatsdienst getreten. Anschließend war Plisnier Prüfer des Rechnungshofes, Generalinspektor (1925) und Generaldirektor der Budgetverwaltung und Ausgabenkontrolle (1934), bis er zuletzt 1937 zum Generalsekretär des Finanzministeriums befördert wurde. Seine Reputation bezüglich des Gebiets der öffentlichen Finanzverwaltung und der Budgetierung verhalfen ihm zu Lehraufträgen an der ULB.
Nach dem deutschen Einmarsch in Belgien 1940 wurde durch die belgische Regierung das Komitee der Generalsekretäre geschaffen, um ein Weiterbestehen der öffentlichen Verwaltung zu garantieren, nachdem die Regierung Belgien verlassen hatte. Plisnier war nun der Ansprechpartner der deutschen Militärverwaltung in finanziellen Belangen. 1941 wurde er nach der Absetzung Alexandre Delmers zum neuen Vorsitzenden des Komitees bestimmt. Plisnier folgte im Wesentlichen einem pragmatischen Kurs und versuchte mit allen Kräften die Kompetenzen der Generalsekretäre und die ursprünglich zugesicherte Autonomie zu erhalten. Dies ging so weit, dass er einem Artikel des Besatzungsorgans Brüsseler Zeitung, der für eine Ausrichtung der belgischen Wirtschaft nach deutschem Vorbild plädierte, widersprach. Nach der Rückkehr der belgischen Regierung aus London im Anschluss an die Befreiung wurde Plisnier als Generalsekretär abgesetzt. Er wurde allerdings 1950 ehrenvoll aus dem Dienst unter Wahrung der Pensionsansprüche verabschiedet.